# アビーリア (コルベット)
アビーリア（英: HMS Abelia, K184）はイギリス海軍のフラワー級コルベット。
1940年11月28日進水。第二次世界大戦に参加し1944年、船団護衛中にドイツ潜水艦の雷撃を受け損傷。1947年、売却。1948年、商船「クラフト (Kraft)」となる。1954年「Arne Skontorp」と改名。1966年12月、スクラップとなる。